# Une femme en jeu
Pour plus de détails, voir Fiche technique et Distribution.
Une femme en jeu ou La femme de l'heure au Québec (Woman of the Hour) est un film américain réalisé par Anna Kendrick et sorti en 2023. Premier long métrage réalisé par Anna Kendrick, il revient sur la participation de Rodney Alcala à l'émission The Dating Game.
Le film est présenté au Festival international du film de Toronto 2023 avant sa diffusion mondiale sur Netflix l'année suivante.

## Synopsis
En 1978, le tueur en série Rodney Alcala participe à l'émission américaine The Dating Game et gagne un rendez-vous avec Sheryl Bradshaw, célibataire participante. À l'époque, Alcala avait assassiné cinq femmes, et son apparition durant l'épisode lui a plus tard valu le surnom de « The Dating Game Killer ».

## Fiche technique
- Titre original : Woman of the Hour
- Titre français : Une femme en jeu
- Titre québécois : La femme de l'heure[1]
- Réalisation : Anna Kendrick
- Scénario : Ian McDonald
- Musique : Dan Romer et Mike Tuccillo
- Photographie : Zach Kuperstein
- Montage : Andrew Canny
- Production : Roy Lee, Miri Yoon, J. D. Lifshitz, Raphael Margules, Sean Patrick O'Reilly, Paul Barbeau
- Sociétés de production : AGC Studios, Vertigo Entertainment et BoulderLight Pictures
- Société de distribution : Netflix
- Pays de production : États-Unis
- Langue originale : anglais
- Genre : thriller, drame biographique
- Durée : 94 minutes
- Dates de sortie :
  - Canada : 8 septembre 2023 (festival de Toronto)
  - Monde : 18 octobre 2024 (Netflix)

## Distribution
- Anna Kendrick (VF : Karine Foviau ; VQ : Catherine Bonneau) : Cheryl Bradshaw
- Daniel Zovatto (VF : Jim Redler ; VQ : Maël Davan-Soulas) : Rodney Alcala
- Nicolette Robinson (en) (VF : Déborah Claude ; VQ : Naïla Louidort) : Laura
- Tony Hale (VF : Anatole de Bodinat ; VQ : Frédéric Desager) : Ed Burke (basé sur le présentateur Jim Lange)
- Kathryn Gallagher (en) (VF : Kahina Tagherset) : Charlie
- Pete Holmes (VF : Jérémy Prévost) : Terry
- Autumn Best (VF : Charlotte Hervieux ; VQ : Marguerite D'Amour) : Amy (basée sur Monique Hoyt)
- Jessie Fraser : Lisa
- Kelley Jakle (en) : Sarah
- Taylor Hastings : Melanie
- Jedidiah Goodacre (VF : Clément Moreau) : Arnie
- Darcy Laurie : Marty

 Source et légende : version française (VF) sur RS Doublage ; version québécoise (VQ) sur Doublage.qc.ca

## Production
Le scénario de Ian McDonald, intitulé Rodney et Sheryl, figurait sur The Black List de décembre 2017, une enquête annuelle sur les scénarios les plus populaires encore à produire. En mai 2021, Netflix annonce avoir acheté un package autour du scénario de Ian McDonald avec Chloe Okuno comme réalisatrice et Anna Kendrick en tant qu'actrice. En avril 2022, alors que Netflix n'est plus lié au projet, le film est vendu lors du festival de Cannes. Anna Kendrick est désormais réalisatrice et productrice du film et incarnera Sheryl Bradshaw. Le titre provisoire du projet est désormais The Dating Game,. Il s'agit du premier long métrage réalisé par l'actrice.
En décembre 2022, un producteur poursuit un autre producteur pour fraude présumée et rupture de contrat ; The Dating Game était l'un des trois films mentionnés dans le procès.
Le tournage a lieu à Vancouver au Canada, d'octobre à décembre 2022, avec Zach Kuperstein comme directeur de la photographie.

## Sortie et accueil
Une femme en jeu est présenté en avant-première au festival international du film de Toronto le 8 septembre 2023, sans qu'Anna Kendrick et les acteurs du film ne puissent y assister en raison de la grève SAG-AFTRA de 2023,. Peu de temps après, Netflix, qui devait distribuer le film dans le monde entier au début de son développement, rachète les droits de distribution aux États-Unis ainsi que dans certains territoires internationaux pour 11 millions de dollars,. Le film sort sur la plateforme le 18 octobre 2024.

## Distinctions
- Festival international du film de Palm Springs 2024 : Directors to Watch pour Anna Kendrick[16]